# Hiva Oa
Hiva Oa is een eiland in de Stille Oceaan dat deel uitmaakt van de Marquesaseilanden (Frans-Polynesië). Hiva Oa is het op een na grootste eiland in deze archipel. De hoofdplaats heet Atuona. Toerisme is er een belangrijke bron van inkomsten.
De Franse schilder Paul Gauguin en de Belgische zanger Jacques Brel brachten het laatste deel van hun leven op het eiland door. Beiden liggen er begraven, enkele stappen van elkaar verwijderd. Op het eiland bevindt zich een museum dat voor een deel gewijd is aan Gauguin en een ander deel aan Brel.
Het lokale Polynesische dialect van Hiva Oa heet ook Hiva Oa.
Volgens het lokale scheppingsverhaal schiepen de goden de eilanden als hun woning, daarom dragen alle eilanden in de archipel namen die samenhangen met het bouwen van een huis. Hiva Oa betekent "lange nokbalk".

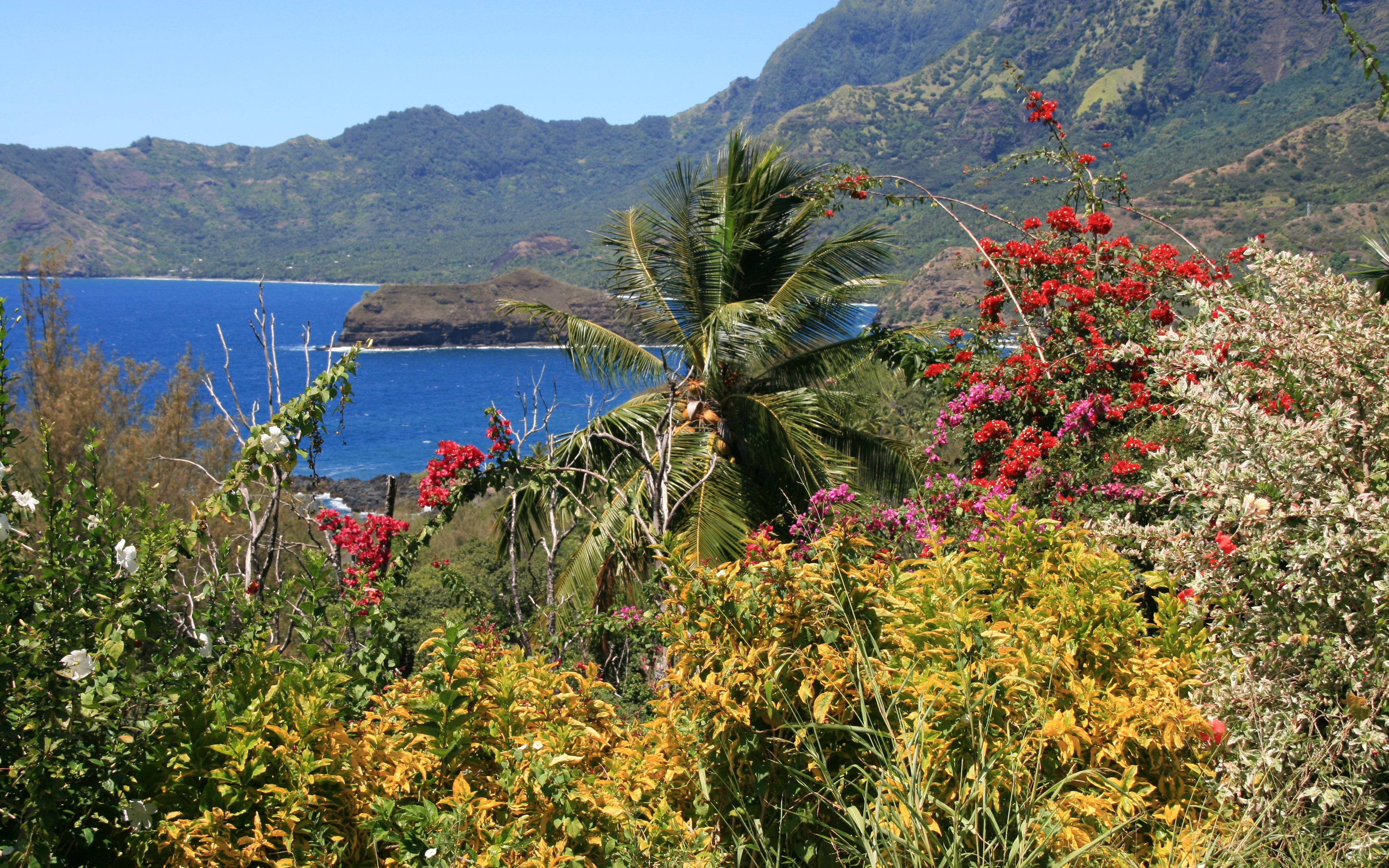
Begroeiing aan de rand van de weg van Atuona naar Puamau. Gezicht op de baai "Baie des Traîtres" ("verradersbaai") en de Hanakeerots

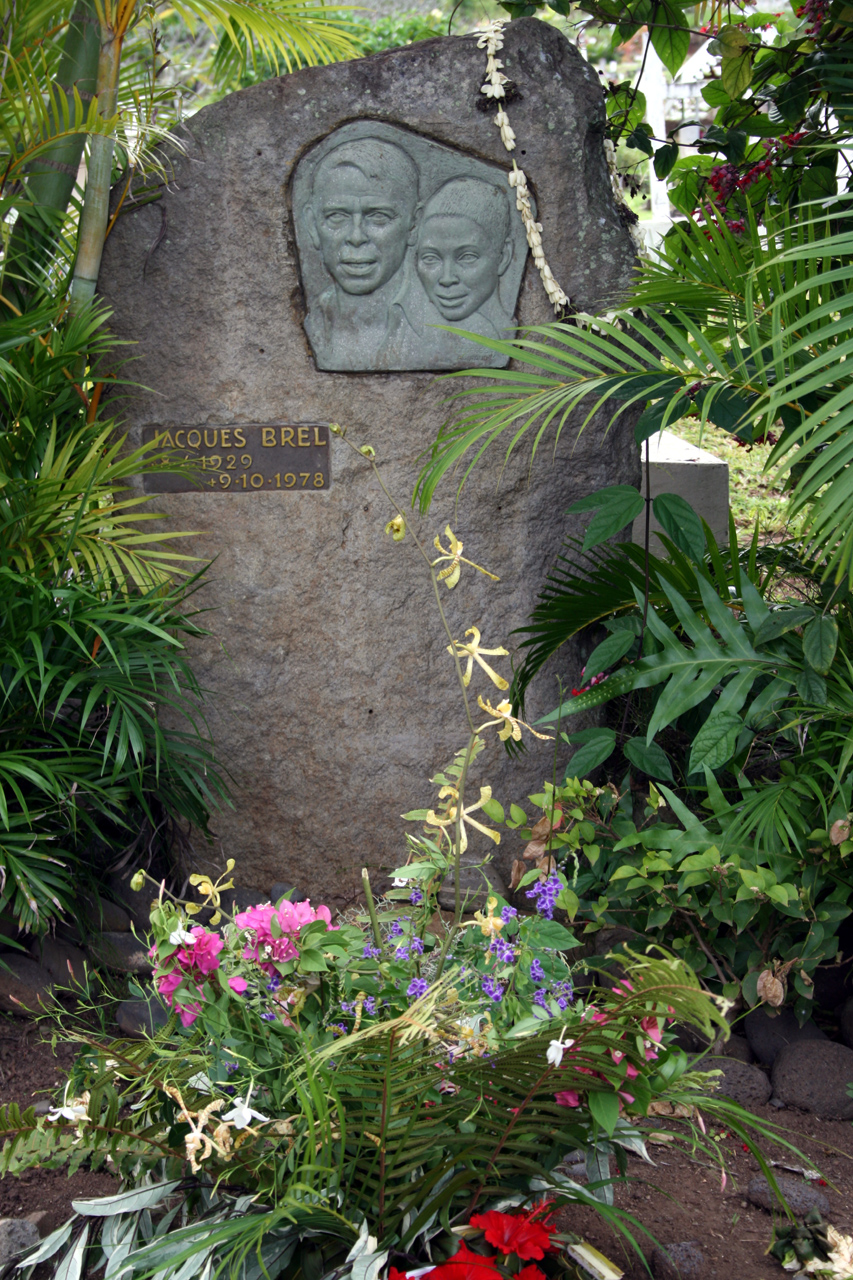
Het graf van Jacques Brel

Noordelijke groep:
Eiao ·
Hatutu ·
Motu Iti ·
Motu One ·
Nuku Hiva ·
Ua Huka ·
Ua Pou
Zuidelijke groep:
Fatu Hiva ·
Fatu Huku ·
Hiva Oa ·
Moho Tani ·
Motu Nao ·
Tahuata